# ولادیمیر یوردانف
ولادیمیر یوردانف (بلغاری: Владимир Йорданов؛ زادهٔ ۲۸ مارس ۱۹۵۴ – درگذشته ۶ اکتبر ۲۰۲۰) بازیگر بلغاری‌تبار اهل موناکو بود.
از فیلم‌ها یا برنامه‌های تلویزیونی که وی در آن نقش داشته‌است، می‌توان به زمستان ۵۴، ابه پیر، سرهنگ، دانتون، آپارتمان اسپانیایی، وینسنت و تئو، طعم دیگران، جن‌زدگان، بومرنگ و عشق جنون‌آمیز اشاره کرد.